# Liste von Opernhäusern/Südamerika
Diese Liste ist eine Unterseite der Liste von Opernhäusern. Aufgelistet werden namhafte Opernhäuser und Opernkompagnien in Südamerika. Gelistet werden pro Land Name, Ort und Details, ergänzt um die offiziellen Websites und – sofern verfügbar – Bilder der Opernhäuser und -kompagnien. Auch nicht mehr existierende Opernhäuser und -kompagnien werden mit entsprechender Kennzeichnung aufgeführt.

## Opernhäuser in Südamerika

### Argentinien
| Ort                   | Opernhaus                                | Details | Offizielle Website | Bild |
| --------------------- | ---------------------------------------- | --- | ------------------ | --- |
| Buenos Aires          | Teatro Avenida                           | Das Teatro Avenida ist ein Theater im Stadtteil Montserrat in der argentinischen Hauptstadt. Das Opernhaus wurde 1908 mit einem Stück von Lope de Vega eröffnet. | Website            | |
| Buenos Aires          | Teatro Colón                             | Das Teatro Colón (spanisch für Kolumbus-Theater) ist das bekannteste Theater in Buenos Aires. Das erste Teatro Colón in Buenos Aires wurde am 27. April 1857 an der süd-westlichen Ecke der Plaza de Mayo eröffnet. Das Gebäude existiert nicht mehr. Das heutige Teatro Colón, zwischen der Plaza Lavalle und der Avenida 9 de Julio gelegen, wurde von 1889 bis 1908 von den Architekten Francesco Tamburini, Angelo Ferrari, Victor Meano und Julio Dormal erbaut. Es wurde am 25. Mai 1908 mit der Oper Aida von Giuseppe Verdi eröffnet. Das Theater hat 2500 Sitz- und 1000 Stehplätze. | Website            | |
| Córdoba               | Teatro del Libertador General San Martín | Das Teatro del Libertador General San Martín (oder Teatro del Libertador oder Teatro Libertador) ist das führende Theater, Opernhaus und Konzertsaal in Córdoba. Es wurde am 26. April 1891 als Rivera Indarte Theater eingeweiht und wurde im Jahr 1950 erstmals zu Ehren des Generals José de San Martín umbenannt, hieß ab 1956 Rivera Indarte und heißt seit 1973 wieder Teatro del Libertador General San Martín. | Website            | |
| La Plata              | Teatro Argentino de La Plata             | Das Teatro Argentino de La Plata ist nach dem Teatro Colón in Buenos Aires das zweitwichtigste lyrische Opernhaus in Argentinien. Das Theater befindet sich in einem zentralen Block der Stadt La Plata, der Hauptstadt der Provinz Buenos Aires. | Website            | |
| Mendoza               | Teatro Independencia                     | Das Teatro Independencia ist der führende Veranstaltungsort für darstellende Kunst im argentinischen Mendoza. | Website            | |
| Rosario               | Teatro El Circulo                        | Das Teatro El Círculo ist ein Theaterhaus im argentinischen Rosario. | Website            | |
| Santa Fe              | Municipal Theater of Santa Fe            | Das Municipal Theater of Santa Fe ist das führende Bühnentheater und Konzerthaus im argentinischen Santa Fe. | Website            | |
| San Miguel de Tucumán | Teatro Alberdi (Tucumán)                 | Das Teatro Alberdi ist ein Theater der Stadt San Miguel de Tucumán, das 1912 eingeweiht wurde. | Website            | Bild gesucht Der Benutzer Bernd Winnig wünscht sich an dieser Stelle ein Bild. Falls du dabei helfen möchtest, erklärt die Anleitung , wie das geht. |
| San Miguel de Tucumán | Teatro San Martin                        | Das Teatro San Martín ist das Haupttheater der argentinischen Stadt San Miguel de Tucumán. Es wurde am 18. Mai 1912 unter dem Namen Teatro Odeón eingeweiht. Es hat eine Kapazität von 800 Sitzplätzen und ist Sitz des Balletts, des Chors und des Theaters der argentinischen Provinz Tucumán. | Website            | |

### Bolivien
| Ort                     | Opernhaus          | Details                                                                               | Offizielle Website | Bild |
| ----------------------- | ------------------ | ------------------------------------------------------------------------------------- | ------------------ | --- |
| Santa Cruz de la Sierra | Casa Teatro        | Das Casa Teatro ist ein Theaterhaus im bolivianischen Santa Cruz de la Sierra.        | Website            | Bild gesucht Der Benutzer Bernd Winnig wünscht sich an dieser Stelle ein Bild. Falls du dabei helfen möchtest, erklärt die Anleitung , wie das geht. |
| Santa Cruz de la Sierra | Teatro René Moreno | Das Teatro René Moreno ist ein Theaterhaus im bolivianischen Santa Cruz de la Sierra. | Website            | Bild gesucht Der Benutzer Bernd Winnig wünscht sich an dieser Stelle ein Bild. Falls du dabei helfen möchtest, erklärt die Anleitung , wie das geht. |

### Brasilien
| Ort                               | Opernhaus                                | Details | Offizielle Website | Bild |
| --------------------------------- | ---------------------------------------- | --- | ------------------ | --- |
| Belém                             | Teatro da Paz                            | Das Theatro Nossa Senhora da Paz oder Theatro da Paz (deutsch: Friedenstheater) befindet sich in der Stadt Belém im brasilianischen Bundesstaat Pará. Das Theatro da Paz wurde im neoklassizistischen Architekturstil erbaut. Es gilt als das wichtigste Theaterhaus im Norden Brasiliens. Sein Name wurde von Bischof D. Macedo Costa vorgeschlagen, der am 3. März 1869 auch den Grundstein für den Bau legte. | Website            | Bild gesucht Der Benutzer Bernd Winnig wünscht sich an dieser Stelle ein Bild. Falls du dabei helfen möchtest, erklärt die Anleitung , wie das geht. |
| Belo Horizonte                    | Palácio das Artes                        | Der Palácio das Artes, verbunden mit der Fundação Clóvis Salgado ist das größte Kulturzentrum im brasilianischen Bundesstaat Minas Gerais und eines der größten Lateinamerikas. Es befindet sich in Belo Horizonte und erstreckt sich über eine Fläche von 18.000 m² im Stadtpark Américo Renné Giannetti. Das 1971 eröffnete Gebäude wurde von Oscar Niemeyer entworfen. Der Kulturkomplex bietet alle Voraussetzungen für die Aufführung von Opern, Theaterstücken, Konzerten, Tanzshows und Volksmusikshows sowie geeignete und komfortable Räume für Ausstellungen, Filmvorführungen, Buchvorstellungen, Vorträge, Kongresse und Seminare.                                       | Website            | |
| Curitiba                          | Wire Opera House                         | Die Ópera de Arame ist ein Theaterhaus in der Stadt Curitiba, der Hauptstadt des Bundesstaates Paraná in Südbrasilien. Es ist eine der Haupttouristenattraktionen der Stadt. | Website            | |
| Fortaleza                         | Teatro José de Alencar                   | Das Theatro José de Alencar ist ein Theaterhaus in Fortaleza, im brasilianischen Bundesstaat Ceará. |                    | |
| Manaus                            | Teatro Amazonas                          | Das Teatro Amazonas ist ein Opernhaus im brasilianischen Manaus. Der Bau wurde durch die Einnahmen des Kautschukbooms finanziert und am 31. Dezember 1896 eingeweiht. Die erste Opernaufführung war am 7. Januar 1897 die Aufführung der Oper „La Gioconda“ von Amilcare Ponchielli. | Website            | |
| Porto Alegre                      | São Pedro Theatre                        | Das Theatro São Pedro ist das älteste Theater der Stadt Porto Alegre, der Hauptstadt des brasilianischen Bundesstaates Rio Grande do Sul. Es wurde 1858 eröffnet und entwickelte sich rasch zu einem künstlerischen, sozialen und politischen Zentrum des Landes. | Website            | |
| Recife                            | Teatro de Santa Isabel                   | Das Teatro de Santa Isabel ist ein Theatergebäude in der brasilianischen Stadt Recife, der Hauptstadt des Bundesstaates Pernambuco. | Website            | |
| Ribeirão Preto                    | Teatro Pedro II                          | Das Theatro Pedro II ist ein Theatergebäude in der brasilianischen Stadt Ribeirão Preto, im Bundesstaat São Paulo. Es bietet auf einer Gesamtfläche von 6500 m² eine Kapazität von 1588 Sitzplätzen. | Website            | |
| Rio de Janeiro                    | Theatro Municipal do Rio de Janeiro      | Das Theatro Municipal do Rio de Janeiro (deutsch: Städtisches Theater) ist ein Theater- und Opernhaus in Rio de Janeiro. Es gilt als eines der schönsten und wichtigsten Opernhäuser in Brasilien. Das eindrucksvolle Gebäude liegt an der Praça Floriano im Stadtteil Cinelândia im Zentrum Rios. | Website            | |
| Santos                            | Teatro Coliseu (Santos)                  | Das Teatro Coliseu ist ein Theatergebäude in Santos, im brasilianischen Bundesstaat São Paulo. Das Theater wurde im Jahr 2006 wiedereröffnet. | Website            | |
| São João da Boa Vista (São Paulo) | Teatro Municipal (São João da Boa Vista) | Das Teatro Municipal de São João da Boa Vista ist ein brasilianisches Theater im Zentrum der Stadt São João da Boa Vista. Es wurde 1913 erbaut und am 8. November 1914 eröffnet, vom italienischen Architekten J. Pucci entworfen und von Antonio Lanzac erbaut. | Website            | |
| São Luís                          | Teatro Arthur Azevedo                    | Das Teatro Arthur Azevedo ist ein Theatergebäude in der Stadt São Luís im Bundesstaat Maranhão in Brasilien. | Website            | |
| São Paulo                         | Teatro Alfa (São Paulo)                  | Das Teatro Alfa ist ein Theatergebäude im brasilianischen São Paulo. | Website            | Bild gesucht Der Benutzer Bernd Winnig wünscht sich an dieser Stelle ein Bild. Falls du dabei helfen möchtest, erklärt die Anleitung , wie das geht. |
| São Paulo                         | Theatro Municipal de São Paulo           | Das Theatro Municipal de São Paulo ist ein Theater- und Opernhaus in São Paulo, Brasilien. Das Theatro Municipal ist eines der Wahrzeichen der Stadt und bekannt für seine Architektur und historische Bedeutung. Mit dem Bau wurde 1903 unter dem Konstrukteur Ramos de Azevedo und den zwei italienischen Architekten Cláudio Rossi und Domiziano Rossi begonnen – inspiriert von der Italienischen Oper, hauptsächlich der Mailänder Scala. Eröffnet wurde das Haus am 12. September 1911 mit einer Aufführung der Oper Hamlet von Ambroise Thomas. Das Theatro ist der Sitz des São Paulo Municipal Symphonic Orchestra, des Coral Lírico und dem städtischen Ballett São Paulo. | Website            | |
| São Paulo                         | Theatro São Pedro                        | Das Theatro São Pedro ist ein Theater in der Stadt São Paulo, Brasilien. Es wurde vom Portugiesen Manuel Fernandes Lopes erbaut und am 16. Januar 1917 eingeweiht. | Website            | |

### Chile
| Ort               | Opernhaus                    | Details | Offizielle Website | Bild |
| ----------------- | ---------------------------- | --- | ------------------ | ---- |
| Frutillar         | Teatro del Lago              | Das Teatro del Lago ist ein Theater- und Konzerthaus in Frutillar in der chilenischen Región de los Lagos.                      | Website            |      |
| Santiago de Chile | Teatro Municipal de Santiago | Das Teatro Municipal de Santiago (auch National Opera of Chile) ist das wichtigste Theater- und Opernhaus in Santiago de Chile. | Website            |      |

### Kolumbien
| Ort                 | Opernhaus                                 | Details | Offizielle Website | Bild |
| ------------------- | ----------------------------------------- | --- | ------------------ | --- |
| Bogotá              | Ópera de Colombia                         | Die Ópera de Colombia ist ein Opernhaus in Bogotá. Es wurde 1976 vom damaligen kolumbianischen Kulturinstitut Colcultura (jetziges Kulturministerium) gegründet. | Website            | Bild gesucht Der Benutzer Bernd Winnig wünscht sich an dieser Stelle ein Bild. Falls du dabei helfen möchtest, erklärt die Anleitung , wie das geht. |
| Bogotá              | Teatro de Cristóbal Colón                 | Das Teatro de Cristóbal Colón, auch bekannt als Teatro Colón, befindet sich im kolumbianischen Bogotá und ist das Nationaltheater der Nation. Es wurde im neoklassizistischen Stil von dem italienischen Architekten Pietro Cantini im Jahr 1885 erbaut und am 27. Oktober 1892 anlässlich des vierten Jahrhunderts der Entdeckung Amerikas mit einer Aufführung von Giuseppe Verdis Ernani eingeweiht. | Website            | |
| Bogotá              | Teatro Mayor Julio Mario Santo Domingo    | Das Teatro Mayor Julio Mario Santo Domingo ist ein Theaterkomplex im kolumbianischen Bogotá, bestehend aus dem Teatro Mayor und dem Teatro Estudio. | Website            | Bild gesucht Der Benutzer Bernd Winnig wünscht sich an dieser Stelle ein Bild. Falls du dabei helfen möchtest, erklärt die Anleitung , wie das geht. |
| Cartagena de Indias | Teatro Heredia                            | Das Teatro Heredia, offiziell Teatro Adolfo Mejía, ist ein Theaterhaus im kolumbianischen Cartagena de Indias. Der Bau des Theatergebäudes wurde 1906 begonnen und am 11. November 1911 unter dem Namen Municipal Theatre zum 100-jährigen Bestehen der Unabhängigkeit von Cartagena eingeweiht. | Website            | |
| Medellín            | Teatro Metropolitano José Gutiérrez Gómez | Das Teatro Metropolitano José Gutiérrez Gómez ist das größte und bedeutendste Theaterhaus im kolumbianischen Medellín. | Website            | |
| Santiago de Cali    | Teatro Jorge Isaacs                       | Das Teatro Jorge Isaacs ist ein 1931 erbautes Theater, das 1984 zum Nationaldenkmal erklärt wurde. Es befindet sich im historischen Zentrum der Stadt Santiago de Cali, gegenüber der Ortiz-Brücke und dem Park Los Poetas und neben der Kirche Iglesia la Ermita. | Website            | |
| Santiago de Cali    | Teatro Municipal Enrique Buenaventura     | Das Teatro Municipal Enrique Buenaventura, früherer Name Teatro Municipal de Cali, ist ein 1982 zum Nationaldenkmal erklärtes Theater im Zentrum der Stadt Santiago de Cali in Kolumbien. | Website            | |

### Peru
| Ort  | Opernhaus                     | Details | Offizielle Website | Bild |
| ---- | ----------------------------- | --- | ------------------ | --- |
| Lima | Asociación Prolírica del Perú | Die Asociación Prolírica del Perú ist eine gemeinnützige Organisation in Peru, die 1994 gegründet wurde und sich verpflichtet hat, den Bürgern des Landes professionelle Theater- und Opernaufführungen zu liefern. | Website            | Bild gesucht Der Benutzer Bernd Winnig wünscht sich an dieser Stelle ein Bild. Falls du dabei helfen möchtest, erklärt die Anleitung , wie das geht. |
| Lima | Teatro Manuel Ascencio Segura | Das Teatro Manuel Ascencio Segura ist ein Theater- und Konzertsaal in Lima, Peru. Es ist eines der ältesten Theater in Lateinamerika.                                                                               |                    | |

### Uruguay
| Ort        | Opernhaus                                    | Details | Offizielle Website | Bild |
| ---------- | -------------------------------------------- | --- | ------------------ | ---- |
| Montevideo | Auditorio Nacional del Sodre Dra. Adela Reta | Das Auditorio Nacional del Sodre Dra. Adela Reta ist ein nationales Kulturzentrum in Montevideo. Das am 21. November 2009 offiziell eingeweihte Gebäude beherbergt heute die künstlerischen Einrichtungen der Sodre: das Nationalballett BNS, das Sinfonieorchester, das Jugendorchester, den Nationalchor, das Kammerensemble und den Kinderchor. | Website            |      |
| Montevideo | Teatro Solis                                 | Das Teatro Solís ist ein Bauwerk in der uruguayischen Landeshauptstadt Montevideo. Bei dem in der Ciudad Vieja an der Calle Buenos Aires 678-86 befindlichen Teatro Solís handelt es sich um die bedeutendste Bühne des Landes und das zweitgrößte Theater Südamerikas. Das zu den wichtigsten Sehenswürdigkeiten der Stadt zählende Teatro Solis verfügt über zwei Säle, wobei der große Saal mit der Bühne, dem Orchestergraben, der leicht elliptischen Form des Raumes, sowie den in Etagen übereinanderliegenden, umlaufenden Logen sehr große Ähnlichkeit zur Mailänder Scala aufweist. Dieser Saal mit einem Fassungsvermögen von 1500 Zuschauern dient sowohl der Aufführung von Opern als auch für Theater- oder Konzertveranstaltungen, die dort regelmäßig stattfinden. | Website            |      |

### Venezuela
| Ort      | Opernhaus                       | Details | Offizielle Website | Bild |
| -------- | ------------------------------- | --- | ------------------ | --- |
| Caracas  | Teatro Municipal de Caracas     | Das Teatro Municipal de Caracas ist ein Opernhaus in Venezuela. Es wurde von einem französischen Architekten begonnen und von einem venezolanischen Architekten Jesús Muñoz Tébar fertiggestellt und 1881 von Präsident Guzmán Blanco eingeweiht. Es ist eines der ältesten Opernhäuser in Südamerika und führt immer wieder neue Opernproduktionen auf. Seit der Eröffnung des Teresa Carreño Cultural Complex ist es jedoch nicht mehr das wichtigste Opernhaus der Stadt. Das Teatro Municipal ist die Heimat des Städtischen Sinfonieorchesters von Caracas. |                    | |
| Caracas  | Teresa Carreño Cultural Complex | Der Complejo Cultural Teresa Carreño ist eins der größten Theater von Caracas. Das nach der venezolanischen Pianistin Teresa Carreño benannte Theater wurde von 1976 bis 1983 erbaut und am 19. April 1983 eröffnet. Entworfen wurde der Gebäudekomplex von den Architekten Tomás Lugo Marcano, Jesús Sandoval und Dietrich Kunckel, es hat eine Gesamtfläche von 22000 m². Das Theater hat zwei große Säle, den José Félix Ribas-Saal und den Ríos Reyna-Saal. Das Theater ist die Residenz des Teresa Carreño Opera Choir, des Teresa Carreño Ballet, das seit 2002 von dem Choreographen Vicente Nebrada geleitet wird, sowie des National Philarmonic Orchestra von Venezuela. | Website            | Bild gesucht Der Benutzer Bernd Winnig wünscht sich an dieser Stelle ein Bild. Falls du dabei helfen möchtest, erklärt die Anleitung , wie das geht. |
| Maracay  | Teatro de la Ópera de Maracay   | Das Teatro de la Ópera de Maracay ist ein Konzertsaal im Bundesstaat Aragua von Venezuela, der 1932 von Juan Vicente Gómez in Auftrag gegeben wurde. Es bietet Platz für 860 Zuschauer. | Website            | |
| Valencia | Teatro Municipal de Valencia    | Das Teatro Municipal de Valencia ist ein Theatergebäude in der venezolanischen Stadt Valencia. Der Bau wurde 1879 vom Präsidenten Antonio Guzmán Blanco und dem Gouverneur des Bundesstaates Carabobo, Don Hermógenes López, in Auftrag gegeben. Er wurde im Oktober 1894 eingeweiht. | Website            | |